# Frauenstimmrecht-Entscheid
| Bundesgerichtsentscheid                     | Bundesgerichtsentscheid |
| ------------------------------------------- | ----------------------- |
| Abteilung                                   | I. öffentlichrechtliche |
| Datum des Urteils:                          | 27. November 1990       |
| Veröffentlichung in der amtlichen Sammlung: | BGE 116 Ia 359          |
| Sachgebiet:                                 | Politische Rechte       |

Im Frauenstimmrecht-Entscheid vom 27. November 1990 hielt das schweizerische Bundesgericht einstimmig in öffentlicher Beratung fest, dass den Frauen im Kanton Appenzell Innerrhoden die politischen Rechte zuständen. Damit wurde das Frauenstimmrecht im letzten Kanton auf dem Weg der Rechtsprechung durch das oberste Gericht eingeführt.

## Erwägungen

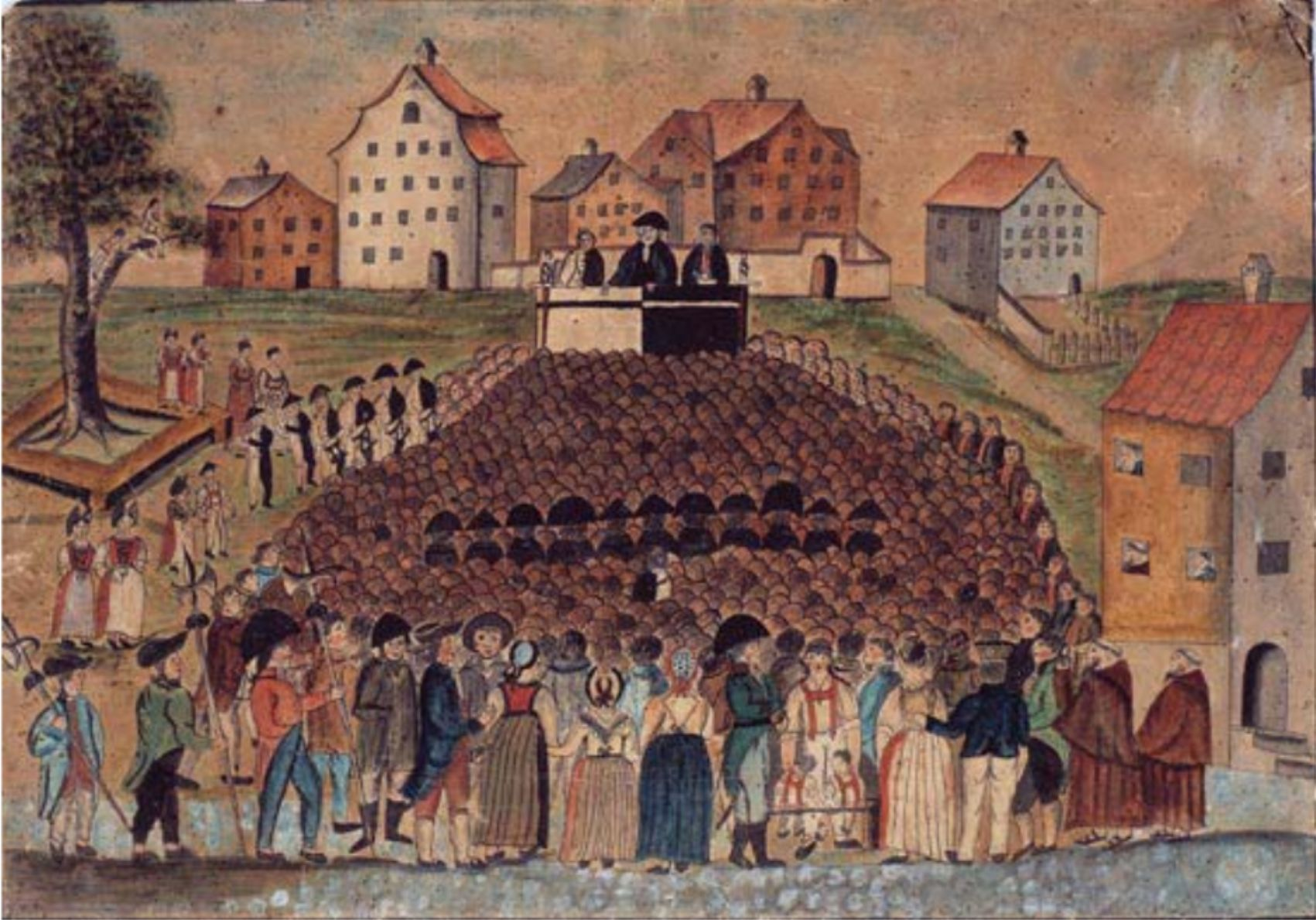
Männer an einer Landsgemeinde Ende 18. Jahrhundert

Auf eidgenössischer Ebene wurde das Frauenstimmrecht im Jahre 1971 mittels Volksabstimmung eingeführt. Zehn Jahre später wurde die Gleichstellung von Mann und Frau in Artikel 4 BV verankert. Dabei blieb Artikel 74 Absatz 4 BV (alt), der einen Vorbehalt für das kantonale (und kommunale) Stimm- und Wahlrecht enthielt, unverändert.
Der Kanton Appenzell Innerrhoden war der letzte Kanton, welcher den Frauen das Stimmrecht in kantonalen Angelegenheiten vorenthielt. Demgemäss lautete Artikel 16 der Innerrhoder Kantonsverfassung wie folgt: «An Landsgemeinden und an Gemeindeversammlungen sind alle im Kanton wohnhaften Landsleute sowie die übrigen Schweizer stimmberechtigt, sofern sie das 20. Altersjahr vollendet haben und im Stimmregister eingetragen sind.» Eine Änderung der Kantonsverfassung, mit der «alle im Kanton wohnhaften Schweizerbürgerinnen und Schweizerbürger» stimmberechtigt geworden wären, wurde am 29. April 1990 von der Landsgemeinde abgelehnt.

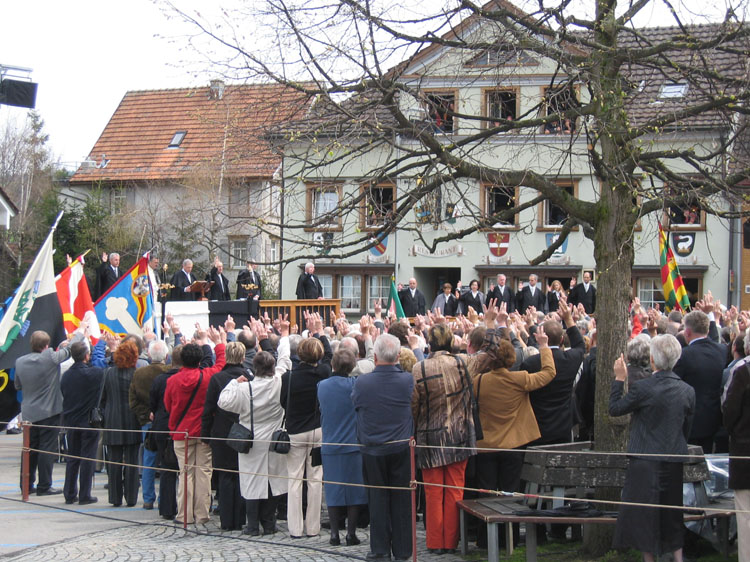
Seit dem Urteil dürfen auch Frauen teilnehmen (hier 2005)

Aufgrund einer von Theresia Rohner aus Appenzell bereits 1989 eingereichten Stimmrechtsbeschwerde und weiteren Beschwerden aufgrund des Beschlusses der Landsgemeinde musste das Bundesgericht prüfen, ob die kantonale Verfassungsbestimmung gegen die Bundesverfassung verstiess. Gestützt auf eine verfassungskonforme Auslegung unter Einbezug des Gleichstellungsprinzips interpretierte es «Landsleute» und «Schweizer» entgegen der damals herrschenden kantonalen Praxis so, dass auch Frauen mitgemeint seien.
Der Bundesgerichtsentscheid wurde im Ergebnis begrüsst, aber wegen der nicht konsistenten Urteilsbegründung von der Doktrin kritisiert.

## Auswirkungen

Regula Knechtle (1987)

Das Bundesgericht entschied, dass den Frauen die Stimm- und Wahlrechte in kantonalen und kommunalen Angelegenheiten ab sofort gewährt werden müssten. An der nächstfolgenden Appenzell Innerrhoder Landsgemeinde vom 28. April 1991 nahmen erstmals Frauen teil.
Im Frühling 1991 wählte die Bezirksgemeinde von Appenzell Regula Knechtle in den Grossen Rat – ein ganzes Jahr lang blieb sie dann die einzige Frau in diesem Gremium. Knechtle blieb 15 Jahre lang Grossrätin, zuletzt war sie Grossratspräsidentin.